# Christy O’Sullivan
Christy O’Sullivan (* 27. November 1948 in Clonakilty, County Cork) ist ein früherer irischer Politiker der Fianna Fáil. Von 2007 bis 2011 war er Teachta Dála (Abgeordneter) im Dáil Éireann, dem irischen Unterhaus.

## Biografie
Christy O’Sullivan wurde 1999 in den Cork County Council gewählt und 2004 wiedergewählt. Er trat bereits bei den Wahlen zum Dáil Éireann 2002 im Wahlkreis Cork South-West an, erreichte jedoch nicht die notwendige Stimmenzahl, um in den Dáil einzuziehen. Er konnte jedoch bei der Wahl 2007 die notwendigen Stimmen erreichen und errang einen Sitz im Unterhaus.
Im Juni 2008 wurde er wegen Fahrens unter Alkoholeinfluss ertappt und im November 2008 zu einer Geldstrafe und einem einjährigen Fahrverbot verurteilt.
Bei der Wahl 2011 verlor er dann seinen Sitz.
Christy O’Sullivan hat einen Sohn, Christopher O’Sullivan, der für ihn 2007 in den Cork County Council nachrückte, 2020 in den Dáil Éireann gewählt wurde und 2025 Staatsminister im Ministerium für Wohnungswesen, lokale Verwaltung und kulturelles Erbe wurde.